# باربیویل
باربیویل (به فرانسوی: Barbeville) یک کمون (فرانسه) در فرانسه است که در کالوادوس واقع شده‌است. باربیویل ۳٫۴۷ کیلومتر مربع مساحت دارد ۵۳ متر بالاتر از سطح دریا واقع شده‌است.